# 제이슨 코크랙
제이슨 코크랙(영어: Jason Kokrak, 1985년 5월 22일 ~ )은 미국의 프로 골프 선수이다. 2008년 프로로 전환했다. 2020년에 PGA 투어에서 잰더 쇼플리를 꺾고 처음으로 우승했다.